# Xanthopimpla prolixa
Xanthopimpla prolixa là một loài tò vò trong họ Ichneumonidae.